# Chita (Uyuni)
Chita ist eine Ortschaft im Departamento Potosí im südamerikanischen Anden-Staat Bolivien.

## Lage im Nahraum
Die Ortschaft Chita ist zweitgrößte Ortschaft des Kanton Chacala im Municipio Uyuni in der Provinz Antonio Quijarro. Der Ort liegt auf einer Höhe von 3759 m am linken, südlichen Ufer des episodisch fließenden Río Khamaque, der 25 Kilometer weiter westlich in den Salzsee Salar de Uyuni mündet.

## Geographie
Chita liegt auf dem bolivianischen Altiplano in der großen Salzsteppe, der „Gran Pampa Salada“, zwischen dem Salar de Uyuni im Westen und der Cordillera de Chichas im Osten. Das aride Klima der Region ist ein typisches Tageszeitenklima, bei dem die Temperaturunterschiede zwischen Tag und Nacht deutlicher ausfallen als zwischen den Jahreszeiten.
Die Jahresdurchschnittstemperatur der Region beträgt 9 °C (siehe Klimadiagramm Uyuni), die Monatswerte schwanken zwischen 5 °C im Juni/Juli und gut 11 °C in den Sommermonaten von November bis März. Der Jahresniederschlag erreicht kaum 150 mm und während acht Monate lang nahezu kein Niederschlag fällt, reicht selbst der Sommerniederschlag mit Monatswerten zwischen 20 und 50 mm kaum für nennenswertes Pflanzenwachstum.

## Verkehrsnetz
Chita liegt in einer Entfernung von 362 Straßenkilometern westlich von Potosí, der Hauptstadt des Departamento.
Von Potosí aus führt die Nationalstraße Ruta 1 nach Nordwesten über Tarapaya, Yocalla und Ventilla und erreicht nach 203 Kilometern die Stadt Challapata. Von hier aus führt die Ruta 30 in südlicher Richtung über Santiago de Huari, Sevaruyo und Río Mulato Richtung Uyuni am gleichnamigen Salzsee Salar de Uyuni und erreicht nach 159 Kilometern die Ortschaft Chita.
Chita hat einen Bahnhof an der Bahnstrecke Antofagasta–La Paz.

## Bevölkerung
Die Einwohnerzahl der Ortschaft ist in den vergangenen beiden Jahrzehnten um mehr als zwei Drittel angestiegen:
| Jahr | Einwohner | Quelle       |
| ---- | --------- | ------------ |
| 1992 | 137       | Volkszählung |
| 2001 | 150       | Volkszählung |
| 2012 | 231       | Volkszählung |
| 2024 |           | Volkszählung |

Die Region weist einen hohen Anteil an Quechua-Bevölkerung auf, im Municipio Uyuni sprechen 43,4 Prozent der Bevölkerung Quechua.